# 이예시 줄러

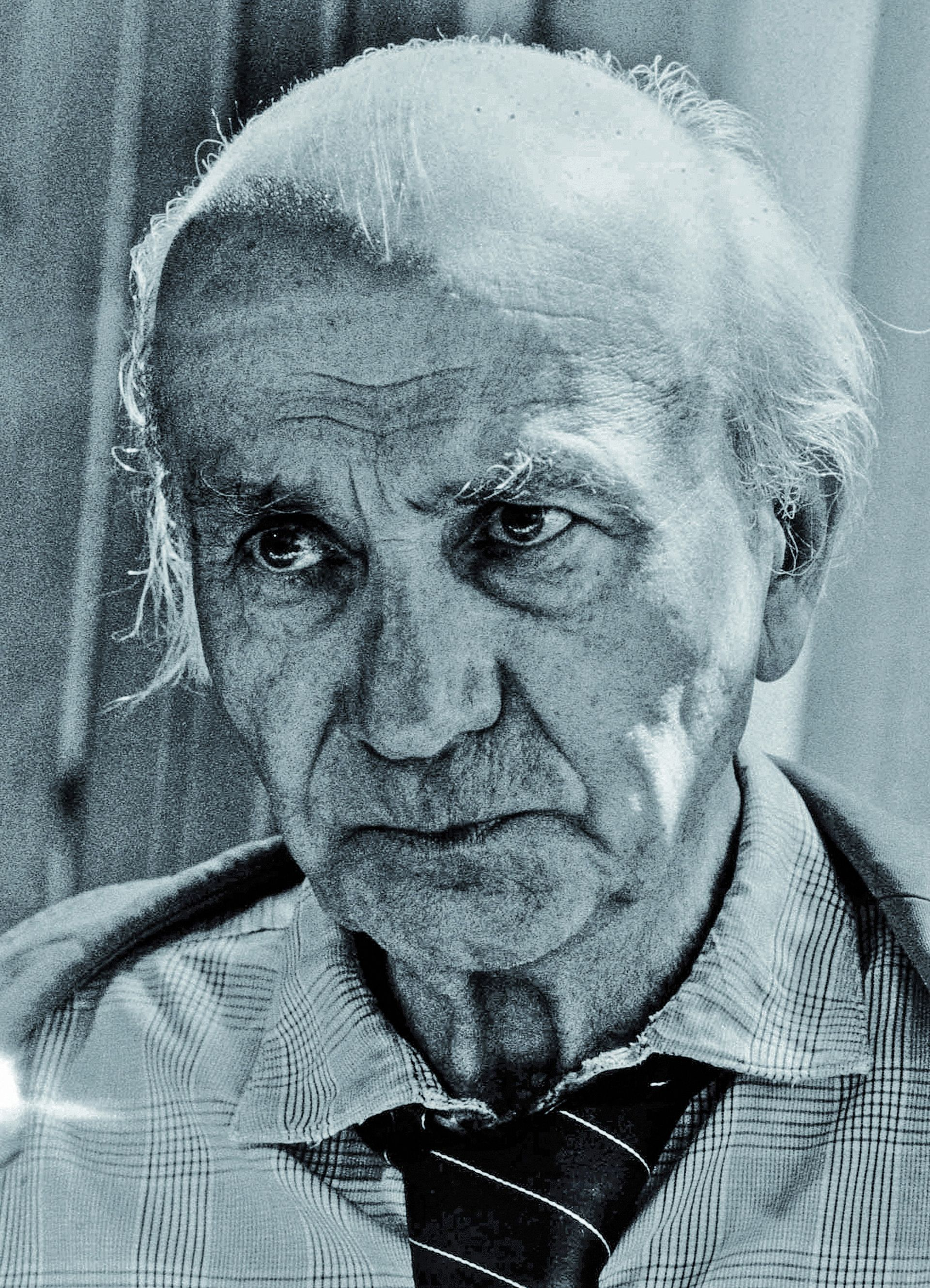

이예시 줄러(헝가리어: Illyés Gyula, 1902년 11월 2일 ~ 1983년 4월 15일)는 헝가리의 시인이자 극작가이다. 문학잡지를 편집했고 중요한 작품들을 썼다. 1966년에 미국을 방문하였다. 주요작품으로는 <오조라의 예>, <횃불>, <앞잡이>(1963), <기인(奇人)>(1963)이 있다.